# Flughafen Aguni

i7
i11
i13
Der Flughafen Aguni (japanisch 粟国空港 Aguni Kūkō, IATA-Code: AGJ, ICAO-Code: RORA) ist ein Regionalflughafen der japanischen Stadt Aguni. Er liegt im Landkreis Shimajiri im Süden der Insel Okinawa. Der Flughafen Aguni gilt nach der japanischen Gesetzgebung als Flughafen 3. Klasse. Derzeit finden keine Linienflüge statt, da Ryūkyū Air Commuter den Service im Juli 2009 eingestellt hat.